# Amblystegium finmarchicum
Amblystegium finmarchicum là một loài Rêu trong họ Amblystegiaceae. Loài này được (Lorentz) Buyss. mô tả khoa học đầu tiên năm 1889.